# Joseba Santamaría
Joseba Santamaría Rekarte (Pamplona, 8 de marzo de 1964) es un periodista navarro. Cursó estudios de periodismo en la Universidad de Navarra (1987) y posteriormente ha trabajado en Torrent Televisión y en los periódicos El Mundo, Navarra Hoy y Diario de Noticias. Fue nombrado director de este último en 2008.
- Datos: Q5936491